# 小行星2870
小行星2870（2870 Haupt）是一颗围绕太阳公转的小行星。1981年6月4日，愛德華·鮑威爾在可可尼诺县发现了此天体。
該小行星以奧地利天文學家赫爾曼·霍普特命名。
这颗小行星的绝对星等为279.5377878929659等。